# クレムソン級駆逐艦
クレムソン級駆逐艦（Clemson-class destroyer）は、アメリカ海軍の駆逐艦の艦級。1919年から1922年に就役した。

## 概要

### 船体・兵装・機関
大量建造された「平甲板」型の最後に就役した本級は、対潜任務に使用する駆逐艦として建造が進められた。前級のウィックス級では、使用する機関方式が建造する造船所に選択を任せた結果統一されなかったため、航続距離の点でバラツキが生ずる事となった。そこで、本級では缶室の両側に燃料タンクを設置して燃料搭載量を増加させることとした。ウィックス級に続いて爆雷兵装に合うように艦尾を絞っていたが、転舵の際に波をかぶる事が分かったため修正が施された。平甲板型の船体は適度な強度を与えたが、やはり波をかぶる事を理由として、フレッチャー級駆逐艦が就役するまでの間は採用されなかった。その他の要目はウィックス級とほぼ同一である。ただしハットフィールド、ブルックス、ギルマー、フォックス、ケーンの5隻がMk 7 5インチ砲を装備し、ホーヴェイとロングは連装タイプの4インチ砲を装備した。

### 戦歴・兵装の変遷
戦間期には、1923年9月8日のホンダポイント遭難事件で7隻を、衝突事故で2隻を失った。また、ヤーロウ社製の主缶を搭載していた57隻が、ヤーロウ缶の状態悪化により早期に除籍解体された。ロンドン海軍軍縮条約による解体を免れた内、19隻が第二次世界大戦期にレンドリース法によりイギリス海軍に貸与された（タウン級駆逐艦）。他の艦は近代化改装されるか、水上機母艦や軽敷設艦、掃海駆逐艦および高速輸送艦（マンリー級）として使用された。除籍艦の中には、アメリカ沿岸警備隊で使用された艦や民間に払い下げられて果物の運搬船になった艦もある。
大西洋配備艦は中立パトロールを経てUボートとの戦いに明け暮れ、このうちボリーは、1943年11月1日にU-405と相撃ちになって翌日沈没した。アジア艦隊配備艦は南方作戦に協力する日本海軍と対決。1942年1月24日のバリクパパン沖海戦では日本側の隙を突いて上陸船団泊地を奇襲して戦果を挙げた。しかし、圧倒的な日本海軍の戦力の前に、損傷して早期に脱出した艦を除いて次々と失われていった。スチュワートはバリ島沖海戦で損傷後にスラバヤで自沈処分に付されたが処置が十分でなく、後に日本海軍によって復旧され日本海軍所属の第102号哨戒艇として就役した。戦後に米軍によって再発見・再接収され、アメリカ本土に戻った後に標的艦として処分された。他艦種に転籍した艦の中には、護衛艦不足のため駆逐艦籍に戻った艦もいる。第二次世界大戦による損耗を経て、残存した艦は1946年までに全て除籍された。
駆逐艦籍に留まった艦、および駆逐艦籍に復籍した艦は主砲を両用砲に換装し、魚雷発射管を一部撤去して対空兵装と対潜兵装を充実させた。また、缶を1基撤去して三本煙突になった艦もある。

## 同型艦
- クレムソン (USS Clemson, DD-186/AVP-17/APD-4/APD-31)

由来の人物は、米墨戦争時にサマーズ号に乗組み、ベラクルス沖の遭難沈没事故で殉職したヘンリー・A・クレムソン士官候補生。
ニューポート・ニューズ造船所・乾ドック会社にて1918年5月11日起工、1918年9月5日進水、1919年12月29日就役。1939年11月15日(AVP-17)に改造後、(ADP-4/31)を経て1945年10月12日退役後売却。
- ダールグレン (USS Dahlgren, DD-187/AG-91)　※水雷艇(TB-9)以来二代目

由来の人物は、ワシントン海軍工廠に兵器部を興し、ダールグレン砲を開発し普及させたジョン・A・B・ダールグレン少将。
ニューポート・ニューズ造船所・乾ドック会社にて1918年6月8日起工、1918年11月20日進水、1920年1月6日就役。1945年3月1日雑役船(AG-91)に変更後、1945年12月12日退役後売却。
- ゴールズボロー (USS Goldsborough, DD-188/AVP-18/APD-5/APD-32)　※水雷艇(TB-20)以来二代目

由来の人物は、米墨戦争時より士官となり、南北戦争時に北部大西洋封鎖艦隊を指揮したルイス・M・ゴールズボロー少将。
ニューポート・ニューズ造船所・乾ドック会社にて1918年6月8日起工、1918年11月20日進水、1920年1月26日就役。1939年11月15日(AVP-18)に改造、(APD-5/32)を経て1945年10月11日退役後売却。
- セムズ (USS Semmes, DD-189→CG-20/AG-24)

由来の人物は、米墨戦争に参加し、南北戦争時に南軍軍艦アラバマ号を指揮し、戦後赦免されたラファエル・セムズ中佐。
ニューポート・ニューズ造船所・乾ドック会社にて1918年7月10日起工、1918年12月21日進水、1920年2月21日就役。1935年7月1日雑役船(AG-24)に変更後、1946年6月2日退役後売却。
- サタリー→ベルモント (USS Satterlee, DD-190→HMS Belmont)

由来の人物は、第一次世界大戦時、沿岸警備隊警備艦タンパ艦長を務め、ドイツ潜水艦UB-91の雷撃で沈没戦死したチャールズ・サタリー大佐。
ニューポート・ニューズ造船所・乾ドック会社にて1918年7月10日起工、1918年12月21日進水、1919年12月23日就役。1940年10月8日英海軍に移譲（HMS Belmont）のち戦没。
- メイソン→ブロードウォーター (USS Mason, DD-191→HMS Broadwater)

由来の人物は、タイラー・ポーク両政権で第16・18代海軍長官を務め、退官後は対フランス外交に関わったジョン・Y・メイソン下院議員。
ニューポート・ニューズ造船所・乾ドック会社にて1918年7月10日起工、1919年3月8日進水、1920年2月28日就役。1940年10月8英海軍に移譲（HMS Broadwater）のち戦没。
- グラハム (USS Graham, DD-192)

由来の人物は、フィルモア政権で第20代海軍長官を務め、晩年に南北戦争後の南部復興に尽力したウィリアム・A・グラハム上院議員。
ニューポート・ニューズ造船所・乾ドック会社にて1918年9月7日起工、1919年3月22日進水、1920年3月13日就役。1922年3月31日退役後売却。
- エイベル・P・アップシャー→クレア (USS Abel P. Upshur, DD-193→CG-15/HMS Clare)

由来の人物は、タイラー政権で第13代海軍長官と国務長官を務めたが、プリンストン号進水式での主砲爆発事故で殉職したエイベル・アップシャー下院議員。
ニューポート・ニューズ造船所・乾ドック会社にて1918年8月20日起工、1918年4月5日進水、1920年12月23日就役。1940年9月23日英海軍に移譲（HMS Clare)のち解体。
- ハント→ブロードウェイ (USS Hunt, DD-194→CG-18/HMS Broadway)

由来の人物は、ガーフィールド政権で第20代海軍長官を務め、海軍諮問委員会を置いて南北戦争後の海軍復興を進めたウィリアム・H・ハント検事。
ニューポート・ニューズ造船所・乾ドック会社にて1918年8月20日起工、1920年2月14日進水、1920年9月30日就役。1940年10月8日英海軍に移譲（HMS Broadway）のち解体。
- ウェルボーン・C・ウッド→チェスターフィールド (USS Welborn C. Wood, DD-195→CG-19/HMS Chesterfield)

由来の人物は、米西戦争時にアジア艦隊アーダネラ号に乗組み、フィリピンで武装戦力と交戦し戦死したウェルボーン・C・ウッド士官候補生。
ニューポート・ニューズ造船所・乾ドック会社にて1918年9月24日起工、1920年3月6日進水、1921年1月14日就役。1940年9月9日英海軍に移譲（HMS Chesterfield）のち解体。
- ジョージ・E・バジャー (USS George E. Badger, DD-196/AVP-16/AVD-3/APD-33)

由来の人物は、ハリソン政権で第12代海軍長官を務め、イギリス牽制の海軍力強化を推進したジョージ・バジャー判事。
ニューポート・ニューズ造船所・乾ドック会社にて1918年9月24日起工、1920年3月6日進水、1920年7月28日就役。1939年10月1日駆逐艦改造水上機母艦((AVP-16のちAVD-3)に改造、1944年5月19日高速輸送艦(APD-33)に改造、1945年10月3日退役後解体。
- ブランチ→ビバリー (USS Branch, DD-197→HMS Beverley)

由来の人物は、ジャクソン政権で第8代海軍長官を務め、スマトラ島での米国船員殺害事件にポトマック号を派遣したジョン・ブランチ上院議員。
ニューポート・ニューズ造船所・乾ドック会社にて1918年10月25日起工、1919年4月19日進水、1920年7月26日就役。1940年10月8日英海軍に委譲（HMS Beverley）のち戦没。
- ハーンドン→チャーチル (USS Herndon, DD-198→CG-17/HMS Churchill)

由来の人物は、1年にわたりアマゾン川探検を成し遂げた後、郵便汽船セントラル・アメリカ号の荒天遭難事故で殉職したウィリアム・ルイス・ハーンドン船長。
ニューポート・ニューズ造船所・乾ドック会社にて1918年11月25日起工、1919年5月31日進水、1920年9月14日就役。1940年9月9日英海軍に委譲（HMS Churchill）のち戦没。
- ダラス→アレクサンダー・ダラス (USS Dallas→Alexander Dallas, DD199)

由来の人物は、第二次バーバリ戦争以後私掠船狩りに従事し、ペンサコラ海軍造船所を開いたアレクサンダー・J・ダラス大佐。
ニューポート・ニューズ造船所・乾ドック会社にて1918年11月25日起工、1919年5月31日進水、1920年10月29日就役。1945年3月31日改名、1945年7月28日退役後売却。
- チャンドラー (USS Chandler, DD-206/DMS-9)

由来の人物は、リンカーン政権で海軍省法務官、アーサー政権で第30代海軍長官を務めたウィリアム・イートン・チャンドラー下院・上院議員。
ウィリアム・クランプ・アンド・サンズにて1918年8月19日起工、1919年3月19日進水、1919年9月5日就役。1940年11月19日掃海駆逐艦(DMS-9)に改造、1945年11月12日退役後売却。
- サウサード (USS Southard, DD-207/DMS-10)

由来の人物は、モンロー政権で第7代海軍長官を務め、海軍病院の設立や海軍軍人の5割増員を達成したサミュエル・サウサード上院議員。
ウィリアム・クランプ・アンド・サンズにて1918年8月18日起工、1919年3月31日進水、1919年9月24日就役。1940年10月19日掃海駆逐艦(DMS-10)に改造、1945年12月5日退役後売却。
- ホーヴェイ (USS Hovey, DD-208/DMS-11)

由来の人物は、米比戦争後のフィリピンに駐留し、座乗した警備艇パンパンガと原住民の交戦で戦死したチャールズ・ホーヴェイ少尉。
ウィリアム・クランプ・アンド・サンズにて1918年9月7日起工、1919年3月31日進水、1919年10月2日就役。1940年11月19日掃海駆逐艦(DMS-11)に改造、1945年1月7日ルソン島リンガエン湾にて特攻機突入により戦没。
- ロング (USS Long, DD-209/DMS-12)

由来の人物は、マッキンリー政権で第34代海軍長官を務め、在任中に発生した米西戦争の采配を執ったジョン・デイヴィス・ロング下院議員。
ウィリアム・クランプ・アンド・サンズにて1918年9月23日起工、1919年4月26日進水、1919年10月20日就役。1940年11月19日掃海駆逐艦(DMS-12)に改造、1945年1月6日ルソン島リンガエン湾にて特攻機突入により戦没。
- ブルーム (USS Broome, DD-210/AG-96)

由来の人物は、米墨戦争以来アメリカ海兵隊に属し、特に南北戦争のビックスバーグの包囲戦で勇戦したジョン・L・ブルーム海兵中佐。
ウィリアム・クランプ・アンド・サンズにて1918年10月8日起工、1919年5月14日進水、1919年10月31日就役。1945年6月10日雑役船AG-96に変更後、1946年5月20日退役後売却。
- アルデン (USS Alden, DD-211)

由来の人物は、南北戦争時にブルックリン号艦長を務め、モービル湾の海戦の勝利に貢献したジェームズ・アルデン少将。
ウィリアム・クランプ・アンド・サンズにて1918年10月24日起工、1919年5月14日進水、1919年11月24日就役。1945年7月15日退役後売却。
- スミス・トンプソン (USS Smith Thompson, DD-212)

由来の人物は、モンロー政権で第6代海軍長官を務め、西インド諸島海賊掃討作戦を推進したスミス・トンプソン判事。
ウィリアム・クランプ・アンド・サンズにて1918年8月14日起工、1919年7月14日進水、1919年8月16日就役。1936年5月15日退役後標的処分。
- バーカー (USS Barker, DD-213)

由来の人物は、南北戦争と米西戦争の戦間期にエンタープライズ号でザンジバル駐留調査に従事したアルバート・バーカー少将。
ウィリアム・クランプ・アンド・サンズにて1919年4月30日起工、1919年9月11日進水、1919年12月27日就役。1945年7月18日退役語売却。
- トレーシー (USS Tracy, DD-214/DM-19)

由来の人物は、ハリソン政権で第32代海軍長官を務め、南北戦争後の海軍を遠征攻撃型に変容させたベンジャミン・トレイシー検事。
ウィリアム・クランプ・アンド・サンズにて1919年4月30日起工、1919年8月13日進水、1920年3月9日就役。1937年6月30日敷設駆逐艦(DM-19)に改造、1946年1月19日退役後売却。
- ボリー (USS Borie, DD-215)

由来の人物は、グラント政権で第25代海軍長官を3か月務め、先住民・黒人差別を助長する政策を乱発した貿易商アドルフ・ボリー。
ウィリアム・クランプ・アンド・サンズにて1919年4月30日起工、1919年10月4日進水、1920年3月24日就役。1943年11月2日北大西洋にてドイツ潜水艦U-405と交戦し戦没。
- ジョン・D・エドワーズ (USS John D. Edwards, DD-216)

由来の人物は、第一次大戦時に駆逐艦ショーに乗組み、英国客船アキタニア号との衝突事故で殉職したジョン・D・エドワーズ大尉。
ウィリアム・クランプ・アンド・サンズにて1919年5月21日起工、1919年10月18日進水、1920年4月6日就役。1945年7月28日退役後売却。
- ホイップル (USS Whipple, DD-217/AG-117)　※トラクスタン級(DD-15)以来二代目

由来の人物は、独立戦争でハンナ号を率い、大陸海軍初勝利となるガスピー号撃破を達成したエイブラハム・ホイップル船長。
ウィリアム・クランプ・アンド・サンズにて1919年6月12日起工、1919年11月6日進水、1920年4月23日就役。1945年6月6日雑役船(AG-117)に変更、1945年11月9日退役後売却。
- パロット (USS Parrott, DD-218)

由来の人物は、第一次大戦時に駆逐艦ショーに乗組み、英国客船アキタニア号との衝突事故で殉職したジョージ・パロット大尉。
ウィリアム・クランプ・アンド・サンズにて1919年7月23日起工、1919年11月25日進水、1920年5月11日就役。1944年5月2日輸送船と衝突し大破、1944年6月14日退役後売却。
- エドサル (USS Edsall, DD-219)

由来の人物は、サモア諸島の治安維持活動中に現地人との争乱で戦死したフィラデルフィア乗組水兵ノーマン・エドサル。
ウィリアム・クランプ・アンド・サンズにて1919年9月15日起工、1920年7月29日進水、1920年11月26日就役。1942年3月1日ジャワ海にて日本海軍第一航空艦隊と遭遇し交戦後戦没。
- マクレイシュ (USS Macleish, DD-220/AG-87)

由来の人物は、第一次世界大戦で海軍航空隊士官としてヨーロッパで活動し、ベルギー上空の空中戦で戦死したケネス・マクレイシュ大尉。
ウィリアム・クランプ・アンド・サンズにて1919年8月19日起工、1919年12月18日進水、1920年8月2日就役。1945年1月5日雑役船(AG-87)に変更、1946年3月8日退役後売却。
- シンプソン (USS Simpson, DD-221/APD-27/AG-97)

由来の人物は、南北戦争時の中断を挟んで砲術兵装・水雷兵装の研究開発を進めたエドワード・シンプソン少将。
ウィリアム・クランプ・アンド・サンズにて1919年10月9日起工、1920年4月28日進水、1920年11月3日就役。1943年12月1日高速輸送艦(APD-27)改造、1945年5月23日雑役船(AG-97)変更、1946年3月29日退役後売却。
- バルマー (USS Bulmer, DD-222/AG-86)

由来の人物は、第一次世界大戦後のイギリス海軍の機雷掃海に参画し、陣頭指揮を執ったロスコー・バルマー大佐。
ウィリアム・クランプ・アンド・サンズにて1919年8月11日起工、1920年1月22日進水、1920年8月16日就役。1944年12月1日雑役船(AG-86)変更、1946年8月16日退役後売却。
- マコーミック (USS McCormick, DD-223/AG-118)

由来の人物は、第一次世界大戦時にイギリス航空隊に出向し、カレー近郊の空中戦で戦死アレクサンダー・マコーミック中尉。
ウィリアム・クランプ・アンド・サンズにて1919年8月11日起工、1920年2月14日進水、1920年8月30日就役。1945年6月30日雑役船(AG-118)変更、1945年10月4日退役後売却。
- スチュワート (USS Stewart, DD-224)　※ベインブリッジ級(DD-13)以来二代目

由来の人物は、南北戦争直前まで海軍の長老として戦間期の軍政を担ったチャールズ・スチュワート少将。
ウィリアム・クランプ・アンド・サンズにて1919年9月9日起工、1920年3月4日進水、1920年9月15日就役。1942年3月1日スラバヤにて自沈処分後、日本海軍により第百二号哨戒艇として再就役。終戦後返還され1946年5月24日標的処分
- ポープ (USS Pope, DD-225)

由来の人物は、南北戦争時にリッチモンド号艦長を務め、サムター号捜索や湾岸封鎖に従事したジョン・ポープ代将。
ウィリアム・クランプ・アンド・サンズにて1919年9月9日起工、1920年3月23日進水、1920年10月27日就役。1942年3月1日ジャワ海にて日本海軍第三艦隊と遭遇し交戦後戦没。
- ピアリー (USS Peary, DD-226)

由来の人物は、4回の挑戦を経て西洋人として初めて北極点に到達した探検家として知られるロバート・ピアリー少将。
ウィリアム・クランプ・アンド・サンズにて1919年9月9日起工、1920年4月6日進水、1920年10月22日就役。1942年2月19日ダーウィン港にて日本海軍の空襲により戦没。
- ピルスバリー (USS Pillsbury, DD-227)

由来の人物は、メキシコ湾流研究に長じた海洋学者であり、米西戦争に参戦したジョン・E・ピルスバリー少将。
ウィリアム・クランプ・アンド・サンズにて1919年10月23日起工、1920年8月3日進水、1920年12月15日就役。1942年3月2日ジャワ海にて日本海軍第二艦隊と遭遇し交戦後戦没。
- ジョン・D・フォード (USS John D. Ford, DD-228/AG-119)

由来の人物は、南北戦争以来従軍し、米西戦争時にフィリピン攻略に参画したジョン・ドナルドソン・フォード少将。
ウィリアム・クランプ・アンド・サンズにて1919年11月11日起工、1920年9月2日進水、1920年12月30日就役。1945年7月9日雑役船(AG-119)に変更、1945年12月2日退役後売却。
- トラクスタン (USS Truxtun, DD-229)　※トラクスタン級(DD-14)以来二代目

由来の人物は、アメリカ独立戦争から擬似戦争まで私掠船を統率したトーマス・トラクスタン代将。
ウィリアム・クランプ・アンド・サンズにて1919年12月3日起工、1920年9月28日進水、1921年2月16日就役。1942年2月18日ニューファンドランド島沖にて座礁喪失。
- ポール・ジョーンズ (USS Paul Jones, DD-230/AG–120)　※ベインブリッジ級(DD-10)以来二代目

由来の人物は、独立戦争でレンジャー号とボンノム・リシャール号を率い、英雄視されたジョン・ポール・ジョーンズ大佐。
ウィリアム・クランプ・アンド・サンズにて1919年12月23日起工、1920年9月30日進水、1921年4月19日就役。1945年6月30日雑役船(AG-120)変更、1945年11月5日退役後売却。
- ハットフィールド (USS Hatfield, DD-231/AG-84)

由来の人物は、米英戦争に志願し、レディ・オブ・レイク号に搭乗したものの戦死した士官見習いジョン・ハットフィールド。
ニューヨーク造船所にて1918年6月10日起工、1919年3月17日進水、1920年4月16日就役。1944年10月1日雑役船(AG-84)に変更、1946年12月13日退役後売却。
- ブルックス (USS Brooks, DD-232/APD-10)

由来の人物は、米英戦争時に旗艦ローレンス号に登場した海兵隊士官で、エリー湖の湖上戦で戦死したジョン・ブルックス中尉。
ニューヨーク造船所にて1918年6月11日起工、1919年4月24日進水、1920年6月18日就役。1942年12月1日高速輸送艦(APD-10)改造、1945年8月2日退役後売却。
- ギルマー (USS Gilmer, DD-233/APD-11)

由来の人物は、タイラー政権で第28代海軍長官に着任したが、プリンストン号進水式での主砲爆発事故で殉職したトマス・ギルマー下院議員。
ニューヨーク造船所にて1918年6月25日起工、1919年5月24日進水、1920年4月30日就役。1943年1月22日高速輸送艦(APD-11)改造、1946年2月5日退役後売却。
- フォックス (USS Fox, DD-234/AG-85)　※水雷艇(TB-13)以来二代目

由来の人物は、リンカーン政権で海軍次官に任じられ、ロシア親善使節として派遣されたガスターヴス・V・フォックス大尉。
ニューヨーク造船所にて1918年6月25日起工、1919年6月12日進水、1920年5月17日就役。1944年10月1日雑役船(AG-85)に変更、1945年11月29日退役後売却。
- ケーン (USS Kane, DD-235/APD-18)

由来の人物は、米墨戦争以来軍医として各地を転戦し、負傷者治療や探検隊・遠征隊救援に派遣されたエリシャ・K・ケーン医師。
ニューヨーク造船所にて1918年7月3日起工、1919年8月12日進水、1920年6月11日就役。1943年4月3日高速輸送艦(APD-18)改造、1946年1月24日退役後売却。
- ハンフリーズ (USS Humphreys, DD-236/APD-12)

由来の人物は、独立戦争後にコンスティテューション号・コンステレーション号ら6隻を建造したジョシュア・ハンフリーズ造船技師。
ニューヨーク造船所にて1918年7月31日起工、1919年7月28日進水、1920年7月21日就役。1942年12月1日高速輸送艦(APD-18)改造、1945年10月26日退役後売却。
- マクファーランド (USS McFarland, DD-237/AVD-14)

由来の人物は、南北戦争時に北軍艦隊旗艦ハートフォード号艦長を務め、モービル湾の海戦に出撃したジョン・C・マクファーランド大佐。
ニューヨーク造船所にて1918年7月31日起工、1920年3月30日進水、1920年9月30日就役。1943年12月1日駆逐艦改造水上機母艦(AVD-14)改造、1945年11月8日退役後売却。
- ジェームズ・K・ポールディング (USS James K. Paulding, DD-238)

由来の人物は、バンビューレン政権で第11代海軍長官を務め、蒸気船導入に反対しつつ艦隊拡大策を取った小説家ジェイムズ・ポールディング。
ニューヨーク造船所にて1918年7月31日起工、1920年4月20日進水、1920年11月29日就役。1931年2月10日ロンドン軍縮会議に基づき退役後売却。
- オバートン (USS Overton, DD-239/APD-23)

由来の人物は、第一次世界大戦時にフランスに駐留し、モンブラン山麓サンジョルジュの戦闘で戦死したメイコン・C・オバートン海兵大佐。
ニューヨーク造船所にて1918年10月30日起工、1919年7月10日進水、1920年6月30日就役。1943年8月21日高速輸送艦(APD-23)改造、1945年7月30日退役後売却。
- スターテヴァント (USS Sturtevant, DD-240)

由来の人物は、第一次世界大戦時に英国航空隊に出向し、北海上空での空中戦で墜落戦死したアルバート・D・スターテヴァント少尉。
ニューヨーク造船所にて1918年11月23日起工、1920年7月29日進水、1920年9月24日就役。1942年4月26日キーウェスト沖にて未通知の米軍敷設機雷原に侵入し爆沈。
- チャイルズ (USS Childs, DD-241/AVP-14/AVD-1)

由来の人物は、第一次世界大戦時に英国潜水隊に出向し、H-5潜水艦搭乗中に友軍の誤認攻撃で沈没戦死したアール・W・F・チャイルズ中尉。
ニューヨーク造船所にて1919年3月19日起工、1920年9月15日進水、1920年10月22日就役。1938年7月1日小型水上機母艦(AVP-14→AVD-1)改造、1945年12月10日退役後売却。
- キング (USS King, DD-242)

由来の人物は、第一次世界大戦後に掃海艇リチャード・バックレイ艇長を務め、北海の掃海中に蝕雷で殉職したフランク・R・キング中佐。
ニューヨーク造船所にて1919年4月28日起工、1920年10月14日進水、1920年12月16日就役。1945年10月23日退役後売却。
- サンズ (USS Sands, DD-243/APD-13)

由来の人物は、米墨戦争から南北戦争に参戦したベンジャミン・F・サンズ少将と南北戦争後に海軍兵学校長を務めたジェームズ・H・サンズ少将の親子。
ニューヨーク造船所にて1919年3月22日起工、1919年10月28日進水、1920年11月10日就役。1942年10月30日高速輸送艦(APD-13)改造、1945年10月10日退役後売却。
- ウィリアムソン (USS Williamson, DD-244/AVP-15/AVD-2/APD-27)

由来の人物は、第一次大戦時に弾薬・兵器の開発に従事し、新開発の爆雷の実験中に爆発事故で殉職したウィリアム・P・ウィリアムソン中佐。
ニューヨーク造船所にて1919年3月27日起工、1919年10月16日進水、1920年10月29日就役。1938年7月1日小型水上機母艦(AVP-15→AVD-2)改造、高速輸送艦(APD-27)を経て1945年11月8日退役後売却。
- ルーベン・ジェームズ (USS Reuben James, DD-245)

由来の人物は、擬似戦争から第二次バーバリ戦争にかけての船員で、トリポリの戦いで白兵戦を展開したルーベン・ジェームズ。
ニューヨーク造船所にて1919年4月2日起工、1919年10月4日進水、1920年9月24日就役。1941年10月31日北大西洋上にてドイツ潜水艦U-552の雷撃により戦没。
- ベインブリッジ (USS Bainbridge, DD-246)　※ベインブリッジ級(DD-1)以来二代目

由来の人物は、アメリカ独立戦争から第二次バーバリ戦争まで統率したウィリアム・ベインブリッジ代将。
ニューヨーク造船所にて1919年5月26日起工、1920年6月12日進水、1921年2月9日就役。1945年7月21日退役後売却。
- ゴフ (USS Goff, DD-247)

由来の人物は、ヘイズ政権末期に残り任期2ヶ月で辞職した前長官の代行として第28代海軍長官を務めたネイサン・ゴフ下院議員。
ニューヨーク造船所にて1919年6月16日起工、1920年6月2日進水、1921年6月19日就役。1945年7月21日退役後売却。
- バリー (USS Barry, DD-248/APD-29)　※ベインブリッジ級(DD-2)以来二代目

由来の人物は、独立戦争で大陸海軍の5隻の船長を歴任したジョン・バリー大佐。
ニューヨーク造船所にて1919年7月26日起工、1920年10月28日進水、1920年12月28日就役。1944年1月15日高速輸送艦(APD-29)に改造、1945年6月21日沖縄沖にて日本軍の航空特攻により戦没。
- ホプキンス (USS Hopkins, DD-249/DMS-13)　※ベインブリッジ級(DD-6)以来二代目

由来の人物は、独立戦争で大陸海軍総司令官に任じられたイーゼック・ホプキンス代将。
ニューヨーク造船所にて1919年7月30日起工、1920年6月26日進水、1921年3月21日就役。1939年掃海駆逐艦(DMS-13)に改造、1945年12月21日退役後売却。
- ローレンス (USS Lawrence, DD-250)　※ベインブリッジ級(DD-8)以来二代目

由来の人物は、擬似戦争より陣頭指揮を執り、米英戦争中に戦死したジェームズ・ローレンス大佐。
ニューヨーク造船所にて1919年8月14日起工、1920年7月10日進水、1921年4月18日就役。1945年10月24日退役後売却。
- ベルナップ (USS Belknap, DD-251)

由来の人物は、南北戦争以来艦長職を務め、ハートフォード号艦長として台湾遠征に赴いたジョージ・ベルナップ少将。
ベスレヘム造船フォアリバー造船所にて1918年9月3日起工、1919年1月14日進水、1919年4月28日就役。1945年8月4日退役後売却。
- マクック→セントクロア (USS McCook, DD-252→HMCS St. Croix)

由来の人物は、南北戦争時に各種艦艇の艦長を歴任し、フィッシャー砦やチャールストンの占領に貢献したロデリック・S・マクック中佐。
ベスレヘム造船フォアリバー造船所にて1918年9月10日起工、1919年1月31日進水、1919年4月30日就役。1940年9月24日カナダ海軍に譲渡、セント・クロア(HMCS St. Croix)に改称、のち戦没。
- マッカラ→スタンレー (USS McCalla, DD-253→HMS Stanley)

由来の人物は、義和団の乱勃発時にニューアーク艦長として鎮圧に貢献したボーマン・H・マッカラ大将。
ベスレヘム造船フォアリバー造船所にて1918年9月25日起工、1919年2月18日進水、1919年5月19日就役。1940年10月23日イギリス海軍に譲渡、スタンレー(HMS Stanley)に改称、のち戦没。
- ロジャース→シャーウッド (USS Rodgers, DD-254→HMS Sherwood)　※水雷艇(TB-4)以来三代目。但し先代は同名の父との連名。

由来の人物は、セミノール戦争以来艦長を歴任し、南北戦争時にジェームズ川を掌握した戦隊司令官ジョン・ロジャース少将。
ベスレヘム造船フォアリバー造船所にて1918年10月5日起工、1919年4月26日進水、1919年7月22日就役。1940年10月23日イギリス海軍に譲渡、シャーウッド(HMS Sherwood)に改称。
- オスモンド・イングラム (USS Osmond Ingram, DD-255)

由来の人物は、第一次世界大戦時に駆逐艦カッシン砲術下士官で、潜水艦U-61による雷撃で戦死したオスモンド・イングラム曹長。
ベスレヘム造船フォアリバー造船所にて1918年10月15日起工、1919年2月23日進水、1919年6月28日就役。1946年1月8日退役。
- バンクロフト→セントフランシス (USS Bancroft, DD-256→HMCS St. Francis)

由来の人物は、ポーク政権で第17代海軍長官を務め、「ゲティスバーグの演説」の草稿を執筆した歴史学者ジョージ・バンクロフト。
ベスレヘム造船フォアリバー造船所にて1918年11月4日起工、1919年3月21日進水、1919年6月30日就役。1940年9月24日カナダ海軍に譲渡、フランシス(HMCS St. Francis)に改称。
- ウェレス→キャメロン (USS Welles, DD-257→HMS Cameron)

由来の人物は、リンカーン・ジョンソン政権で第24代海軍長官を務め、南北戦争に貢献した小説家ギデオン・ウェルズ。
ベスレヘム造船フォアリバー造船所にて1918年11月18日起工、1919年5月8日進水、1919年9月2日就役。1940年9月9日イギリス海軍に譲渡、キャメロン(HMS Cameron)に改称。
- オーリック→バーンハム (USS Aulick, DD-258→HMS Burnham)

由来の人物は、米英戦争以来奉職し、東インド艦隊司令官を務めたが、派遣直前に日本開国特使の座を更迭されたジョン・オーリック代将。
ベスレヘム造船フォアリバー造船所にて1918年12月3日起工、1919年4月11日進水、1919年7月26日就役。1940年10月8日イギリス海軍に譲渡、バーンハム(HMS Burnham)に改称。
- ターナー (USS Turner, DD-259)

由来の人物は、米英戦争以来数回にわたりオリバー・ペリー提督の指揮下で働き、晩年は中南米で行動したダニエル・ターナー大佐。
ベスレヘム造船フォアリバー造船所にて1918年12月21日起工、1919年5月17日進水、1919年9月24日就役。1922年6月7日退役、1936-47年に水船ムースヘッド(YW-56)として活用後売却。
- ギリス (USS Gillis, DD-260/AVD-12)

由来の人物は、東インド艦隊の士官として来日経験があり、南北戦争時に重病で倒れるまで艦艇艦長を歴任したジョン・P・ギリス代将。
ベスレヘム造船フォアリバー造船所にて1918年12月27日起工、1919年5月17日進水、1919年9月3日就役。1940年8月2日駆逐艦改造水上機母艦(AVP-15→AVD-2)改造、1945年10月15日退役後売却。
- デルファイ (USS Delphy, DD-261)

由来の人物は、米英戦争時に海軍へ志願し、アーガス号に乗組み、ペリカン号との交戦で戦死したリチャード・デルファイ見習士官。
ベスレヘム造船スカンタム・ヴィクトリー工場にて1918年4月20日起工、1918年7月18日進水、1918年11月30日就役。1923年9月8日、ホンダポイント遭難事件により喪失。
- マクダーマット (USS McDermut, DD-262)

由来の人物は、南北戦争時にカユガ号ほか3隻の艦艇に乗組み、サビーン湖で戦闘で戦死したデビッド・マクダーマット中尉。
ベスレヘム造船スカンタム・ヴィクトリー工場にて1918年4月20日起工、1918年8月6日進水、1919年3月27日就役。1929年5月22日退役後、1932年売却。
- ローブ→バーウェル (USS Laub, DD-263→HMS Burwell)

由来の人物は、米英戦争時に海軍へ志願、ペリー提督に従軍し、エリー湖の湖上戦で戦死したヘンリー・ローブ見習士官。
ベスレヘム造船スカンタム・ヴィクトリー工場にて1918年4月20日起工、1918年8月28日進水、1919年3月17日就役。1940年10月8日イギリス海軍に譲渡、バーウェル(HMS Burwell)に改称（売却）。
- マクラナハン→ブラッドフォード (USS McLanahan, DD-264→HMS Bradford)

由来の人物は、米墨戦争時にサイアン号に乗組み、上陸戦や地上戦に従事し、サンノゼで戦死したテナント・マクラナハン。
ベスレヘム造船スカンタム・ヴィクトリー工場にて1918年4月20日起工、1918年9月22日進水、1919年4月5日就役。1940年10月8日イギリス海軍に譲渡、ブラッドフォード(HMS Bradford)に改称（売却）。
- エドワーズ→バクストン (USS Edwards, DD-265→HMS Buxton)

由来の人物は、米英戦争時に海軍へ志願し、アーガス号に乗組み、ペリカン号との交戦で戦死したウィリアム・W・エドワーズ見習士官。
ベスレヘム造船スカンタム・ヴィクトリー工場にて1918年4月20日起工、1918年10月10日進水、1919年4月24日就役。1940年10月8日イギリス海軍に譲渡、バクストン(HMS Buxton)に改称（カナダ海軍を経て売却）。
- グリーン (USS Greene, DD-266/AVD-13/APD-36)

由来の人物は、南北戦争時にモニター号でハンプトン・ローズ海戦、イロコイ号でシェナンドア号追跡に参加したサミュエル・グリーン少佐。
ベスレヘム造船スカンタム・ヴィクトリー工場にて1918年6月3日起工、1918年11月2日進水、1919年5月9日就役。1941年4月6日駆逐艦改造水上機母艦(AVD-13)改造、1944年2月1日高速輸送艦(APD-36)改造、1945年10月9日沖縄にて台風遭難、1945年11月23日退役後売却。
- バラード (USS Ballard, DD-267/AVD-10)

由来の人物は、米英戦争時にチェサピーク号に乗組み、中尉任官の直前にシャノン号との交戦で戦死したエドワード・J・バラード見習士官。
ベスレヘム造船スカンタム・ヴィクトリー工場にて1918年6月3日起工、1918年12月7日進水、1919年6月5日就役。1940年8月2日駆逐艦改造水上機母艦(AVD-10)改造、1945年12月5日退役、1946年5月23日売却。
- シュブリック→リプリー (USS Shubrick, DD-268→HMS Ripley)　※水雷艇(TB-31)以来二代目

由来の人物は、米英戦争から南北戦争まで従軍し、東インド艦隊やパラグアイ遠征隊司令官を拝命したウィリアム・シュブリック少将。
ベスレヘム造船スカンタム・ヴィクトリー工場にて1918年6月3日起工、1918年12月31日進水、1919年7月3日就役。1940年11月26日イギリス海軍に譲渡、リプリー(HMS Ripley)に改称（売却）。
- バイリー→リーディング (USS Bailey, DD-269→HMS Reading)　※水雷艇(TB-21)以来二代目

由来の人物は、南北戦争時にコロラド号を指揮し、ジャクソン砦・セントフィリップの戦いを制したセオドラス・ベイリー少将。
ベスレヘム造船スカンタム・ヴィクトリー工場にて1918年6月3日起工、1919年2月5日進水、1919年6月27日就役。1940年11月26日イギリス海軍に譲渡、リーディング(HMS Reading)に改称（売却）。
- ソーントン (USS Thornton, DD-270/AVD-11)　※水雷艇(TB-33)以来二代目

由来の人物は、南北戦争時にハートフォード号に乗組み、ジャクソン砦・セントフィリップの戦いに参加したジェームズ・S・ソーントン大佐。
ベスレヘム造船スカンタム・ヴィクトリー工場にて1918年6月3日起工、1919年3月2日進水、1919年7月15日就役。1940年8月2日駆逐艦改造水上機母艦(AVD-11)改造、1945年5月2日沖縄にてタンカーと衝突・即日退役後慶良間諸島で解体。
- モリス (USS Morris, DD-271)　※水雷艇(TB-14)以来二代目

由来の人物は、擬似戦争以来従軍し、遠征中に病死したペリー提督に代わりアルゼンチン遠征隊を統率したチャールズ・モリス代将。
ベスレヘム造船スカンタム・ヴィクトリー工場にて1918年7月20日起工、1919年4月12日進水、1919年7月21日就役。1922年6月15日退役後売却。
- ティンギー (USS Tingey, DD-272)　※水雷艇(TB-34)以来二代目

由来の人物は、独立戦争と擬似戦争に従軍し、現役引退後は逝去までワシントン海軍造船所長を務めたトーマス・ティンギー代将。
ベスレヘム造船スカンタム・ヴィクトリー工場にて1918年8月8日起工、1919年4月24日進水、1919年7月25日就役。1922年5月24日退役後売却。
- スウェゼイ→ロッキングハム (USS Swasey, DD-273→HMS Rockingham)

由来の人物は、南北戦争時に西湾封鎖部隊の砲艦シオタ号に乗組み、ドナルドソンビル近郊の交戦で戦死したチャールズ・スウェゼイ中尉。
ベスレヘム造船スカンタム・ヴィクトリー工場にて1918年8月27日起工、1919年5月7日進水、1919年8月8日就役。1940年11月26日イギリス海軍に譲渡、ロッキングハム(HMS Rockingham)に改称（戦没）。
- ミード→ラムジー (USS Meade, DD-274→HMS Ramsey)

由来の人物は、南北戦争中にニューヨーク徴兵暴動を鎮圧したリチャード・W・ミード少将と、米西戦争で海兵隊を統率したロバート・L・ミード海兵准将の兄弟。
ベスレヘム造船スカンタム・ヴィクトリー工場にて1918年9月24日起工、1919年5月24日進水、1919年9月8日就役。1940年11月26日イギリス海軍に譲渡、ラムジー(HMS Ramsey)に改称（売却）。
- シンクレア (USS Sinclair, DD-275)

由来の人物は、擬似戦争から米英戦争まで艦艇艦長を歴任し、ゲリエール号での士官教育を始めたアーサー・シンクレア代将。
ベスレヘム造船スカンタム・ヴィクトリー工場にて1918年10月11日起工、1919年6月2日進水、1919年10月8日就役。1929年6月1日退役後売却。
- マッコーリー (USS McCawley, DD-276)

由来の人物は、南北戦争時にサムター要塞を始め各地の南軍要塞の攻略を指揮したチャールズ・G・マッコーリー海兵大佐。
ベスレヘム造船スカンタム・ヴィクトリー工場にて1918年11月2日起工、1919年6月14日進水、1919年9月22日就役。1930年4月1日退役後売却。
- ムーディ (USS Moody, DD-277)

由来の人物は、ルーズベルト政権で第35代海軍長官・司法長官を歴任し、反トラスト運動政策を推進したウィリアム・ヘンリー・ムーディ下院議員。
ベスレヘム造船スカンタム・ヴィクトリー工場にて1918年12月9日起工、1919年6月28日進水、1919年12月10日就役。1923年9月27日退役後、1931年6月10日映画「Hell Below」セットとしてMGMに払い下げ撃沈。
- ヘンショー (USS Henshaw, DD-278)

由来の人物は、タイラー政権で第14代海軍長官を務め、海軍造船所の整備や補給の見直しを推進したデイヴィッド・ヘンショウ上院議員。
ベスレヘム造船スカンタム・ヴィクトリー工場にて1918年12月31日起工、進水不明、1919年12月10日就役。1930年3月11日退役後売却。
- マイヤー (USS Meyer, DD-279)

由来の人物は、タフト政権で第43代海軍長官を務め、海軍航空隊の創設を準備したジョージ・フォン・レンガーク・マイヤー下院議員。
ベスレヘム造船スカンタム・ヴィクトリー工場にて1919年2月6日起工、1919年7月18日進水、1919年12月17日就役。1929年5月15日退役後売却。
- ドーエン (USS Doyen, DD-280)

由来の人物は、第一次世界大戦時に海兵隊第2師団を率いてフランスに駐留し、ベロー・ウッドの戦いに勝利したチャールズ・A・ドーエン海兵准将。
ベスレヘム造船スカンタム・ヴィクトリー工場にて1919年3月24日起工、1919年7月26日進水、1919年12月17日就役。1930年2月25日退役後売却。
- シャーキー (USS Sharkey, DD-281)

由来の人物は、第一次世界大戦後に潜水艦O-5に乗組み、蓄電池室爆発事故で殉職したウィリアム・J・シャーキー中尉。
ベスレヘム造船スカンタム・ヴィクトリー工場にて1919年4月14日起工、1919年8月12日進水、1919年11月28日就役。1930年5月1日退役後売却。
- トウシー (USS Toucey, DD-282)

由来の人物は、ブキャナン政権で第23代海軍長官を務め、南北分裂時代の海軍を統制したアイザック・トウシー下院議員。
ベスレヘム造船スカンタム・ヴィクトリー工場にて1919年4月26日起工、1919年9月5日進水、1919年12月9日就役。1930年5月1日退役後売却。
- ブレック (USS Breck, DD-283)

由来の人物は、南北戦争末期に砲艦ニフォン号艦長を務め、ウィルミントン攻略に関わったジョセフ・B・ブレック少佐。
ベスレヘム造船スカンタム・ヴィクトリー工場にて1919年5月8日起工、1919年9月5日進水、1919年12月1日就役。1930年5月1日退役後売却。
- イシャーウッド (USS Isherwood, DD-284)

由来の人物は、生涯を通して造船技官として奉職し、蒸気工学局を興したベンジャミン・F・イシャーウッド少将。
ベスレヘム造船スカンタム・ヴィクトリー工場にて1919年5月24日起工、1919年9月10日進水、1919年12月4日就役。1930年5月1日退役後売却。
- ケース (USS Case, DD-285)

由来の人物は、南北戦争時に北大西洋封鎖艦隊を率い、ハッテラス入り江砲台の戦いを制したオーガスタス・L・ケース少将。
ベスレヘム造船スカンタム・ヴィクトリー工場にて1919年6月3日起工、1919年9月21日進水、1919年12月8日就役。1930年10月22日退役後売却。
- ラードナー (USS Lardner, DD-286)

由来の人物は、南北戦争時にサスケハナ号艦長を務め、各地を転戦したジェームズ・L・ラードナー少将。
ベスレヘム造船スカンタム・ヴィクトリー工場にて1919年6月14日起工、1919年9月29日進水、1919年12月10日就役。1930年5月1日退役後売却。
- パットナム (USS Putnam, DD-287)

由来の人物は、1881年末に北極で遭難したロジャース号の救援に出動し、のちシベリアで遭難死したチャールズ・F・パットナム。
ベスレヘム造船スカンタム・ヴィクトリー工場にて1919年6月30日起工、1919年9月30日進水、1919年12月18日就役。1929年9月21日退役後売却。
- ウォーデン (USS Worden, DD-288)　※トラクスタン級(DD-16)以来二代目

由来の人物は、米墨戦争と南北戦争に士官として参戦し、戦後の軍政を担ったジョン・L・ウォーデン少将。
ベスレヘム造船スカンタム・ヴィクトリー工場にて1919年6月30日起工、1919年10月24日進水、1920年2月24日就役。1930年5月1日退役後売却。
- フラッサー (USS Flusser, DD-289)　※スミス級(DD-20)以来二代目

由来の人物は、南北戦争中のプリマスの戦いで戦死したマイアミ号艦長チャールズ・ウィリアムソン・フラッサー中尉。
ベスレヘム造船スカンタム・ヴィクトリー工場にて1919年7月21日起工、1919年11月7日進水、1920年2月25日就役。1930年5月1日退役後売却。
- デイル (USS Dale, DD-290)　※ベインブリッジ級(DD-4)以来二代目

由来の人物は、独立戦争から第一次バーバリ戦争まで統率したリチャード・デイル代将。
ベスレヘム造船スカンタム・ヴィクトリー工場にて1919年7月29日起工、1919年11月19日進水、1920年2月16日就役。1930年5月1日退役後、民間貨物船として再就役。
- コンヴァース (USS Converse, DD-291)

由来の人物は、無煙火薬や艦内電気の研究、水雷艇設計などを推進し、米西戦争に出撃したジョージ・A・コンバース少将。
ベスレヘム造船スカンタム・ヴィクトリー工場にて1919年8月13日起工、1919年11月28日進水、1920年4月28日就役。1930年5月1日退役後売却。
- リード (USS Reid, DD-292)　※スミス級(DD-21)以来二代目

由来の人物は、星条旗を改作し、独立13州を表す十三条のデザインを固定化したサミュエル・C・リード提督。
ベスレヘム造船スカンタム・ヴィクトリー工場にて1919年9月9日起工、1919年10月15日進水、1919年12月3日就役。1930年5月1日退役後売却。
- ビリングスレイ (USS Billingsley, DD-293)

由来の人物は、海軍航空隊9人目の飛行士で、チェサピーク湾で墜落し、米海軍最初の航空殉職者となったウィリアム・ビリングスレイ少尉。
ベスレヘム造船スカンタム・ヴィクトリー工場にて1919年9月8日起工、1919年12月10日進水、1920年3月1日就役。1930年5月1日退役後売却。
- チャールズ・オースバーン (USS Charles Ausburn, DD-294)

由来の人物は、第一次世界大戦時に陸軍輸送艦アンティルに乗組み、潜水艦U-105の雷撃で戦死したチャールズ・オースバーン電気技師。
ベスレヘム造船スカンタム・ヴィクトリー工場にて1919年9月11日起工、1919年12月18日進水、1920年3月23日就役。1930年5月1日退役後売却。
- オズボーン (USS Osborne, DD-295)

由来の人物は、第一次世界大戦時に海兵隊に同行し、ベロー・ウッドの戦いで救命中に戦死したウィードン・オズボーン海兵歯科医中尉。
ベスレヘム造船スカンタム・ヴィクトリー工場にて1919年9月23日起工、1919年12月29日進水、1920年5月17日就役。1930年5月1日退役後、民間貨物船として再就役。
- チョウンシー (USS Chauncey, DD-296)　※ベインブリッジ級(DD-3)以来二代目

由来の人物は、擬似戦争から米英戦争まで前線で戦隊を指揮したアイザック・チョウンシー。
ベスレヘム造船ユニオン鉄工所にて1918年6月17日起工、1918年9月29日進水、1919年6月25日就役。1923年9月8日、ホンダポイント遭難事件により喪失。
- フラー (USS Fuller, DD-297)

由来の人物は、第一次世界大戦時にフランスに駐留した海兵隊士官で、ベロー・ウッドの戦いで戦死したエドワード・フラー海兵大尉。
ベスレヘム造船ユニオン鉄工所にて1918年7月4日起工、1918年12月5日進水、1920年2月28日就役。1923年9月8日、ホンダポイント遭難事件により喪失。
- パーシバル (USS Percival, DD-298)

由来の人物は、1844年から1年にわたりコンスティテューション号艦長として世界一周を実行したジョン・パーシバル大佐。
ベスレヘム造船ユニオン鉄工所にて1918年7月4日起工、1918年12月5日進水、1920年3月31日就役。1930年4月26日退役後売却。
- ジョン・フランシス・バーンズ (USS John Francis Burnes, DD-299)

由来の人物は、パナマ侵攻以来前線で歴戦した海兵隊士官で、ベロー・ウッドの戦いで戦死したジョン・フランシス・バーンズ海兵大尉。
ベスレヘム造船ユニオン鉄工所にて1918年7月4日起工、1918年11月10日進水、1920年5月1日就役。1930年2月25日退役後売却。
- ファラガット (USS Farragut, DD-300)　※水雷艇(TB-11)以来二代目

由来の人物は、南北戦争時に西湾封鎖戦隊を統率し、モービル湾の海戦に勝利したデヴィッド・ファラガット大将。
ベスレヘム造船ユニオン鉄工所にて1918年7月4日起工、1918年11月21日進水、1920年6月4日就役。1930年4月1日退役後売却。
- サマーズ (USS Somers, DD-301)　※水雷艇(TB-22)以来二代目

由来の人物は、第一次バーバリ戦争に従軍し、二度目のイントレピッド決死隊を指揮し戦死したリチャード・サマーズ。
ベスレヘム造船ユニオン鉄工所にて1918年7月4日起工、1918年12月28日進水、1920年6月23日就役。1930年4月10日退役後売却。
- ストッダート (USS Stoddert, DD-302/AG-18)

由来の人物は、アダムズ政権で初代海軍長官を務め、擬似戦争時の海軍を統制したベンジャミン・ストッダート上院議員。
ベスレヘム造船ユニオン鉄工所にて1918年7月4日起工、1919年1月8日進水、1920年6月30日就役。1931年6月30日に雑役船AG-18に変更、1933年1月10日退役後売却。
- リノ (USS Reno, DD-303)

由来の人物は、第一次世界大戦時に駆逐艦チョウンシー艦長を勤め、英国貨物船ローズ号の衝突で殉職したウォルター・E・リノ少佐。
ベスレヘム造船ユニオン鉄工所にて1918年7月4日起工、1919年1月22日進水、1920年7月23日就役。1930年1月18日退役後売却。
- ファークハー (USS Farquhar, DD-304)

由来の人物は、トレントン号艦長として滞在したサモアで、ハリケーン直撃から無事生還したノーマン・ファークハー少将。
ベスレヘム造船ユニオン鉄工所にて1918年8月13日起工、1919年1月18日進水、1920年7月31日就役。1930年2月20日退役後売却。
- トンプソン (USS Thompson, DD-305)

由来の人物は、ヘイズ政権で第27代海軍長官を務め、中南米進出を促したリチャード・トンプソン判事。
ベスレヘム造船ユニオン鉄工所にて1918年8月14日起工、1919年1月15日進水、1920年8月16日就役。1930年4月4日退役後標的処分。
- ケネディ (USS Kennedy, DD-306)

由来の人物は、フィルモア政権で第21代海軍長官を務め、日本・ブラジル遠征を推進したジョン・ペンドルトン・ケネディ下院議員。
ベスレヘム造船ユニオン鉄工所にて1918年9月25日起工、1919年1月18日進水、1920年8月28日就役。1930年2月20日退役後売却。
- ポール・ハミルトン (USS Paul Hamilton, DD-307)

由来の人物は、マディソン政権で第3代海軍長官を務め、海軍増強を目指したポール・ハミルトン上院議員。
ベスレヘム造船ユニオン鉄工所にて1918年6月8日起工、1919年2月21日進水、1920年9月24日就役。1930年1月20日退役後売却。
- ウィリアム・ジョーンズ (USS William Jones, DD-308)

由来の人物は、マディソン政権で第4代海軍長官を務め、米英戦争を統率したウィリアム・ジョーンズ下院議員。
ベスレヘム造船ユニオン鉄工所にて1918年10月2日起工、1919年4月6日進水、1920年9月30日就役。1930年5月24日退役後売却。
- ウッドバリー (USS Woodbury, DD-309)

由来の人物は、ジャクソン政権で第13代海軍長官を務め、海軍軍人の待遇改善を指向したリーヴァイ・ウッドベリー上院議員。
ベスレヘム造船ユニオン鉄工所にて1918年10月3日起工、1919年2月6日進水、1920年10月20日就役。1923年9月8日、ホンダポイント遭難事件により喪失。
- S・p・リー (USS S. p. Lee, DD-310)

由来の人物は、南北戦争前半に北大西洋封鎖戦隊、後半はミシシッピ川戦隊を指揮したサミュエル・フィリップス・リー少将。
ベスレヘム造船ユニオン鉄工所にて1918年12月31日起工、1919年4月22日進水、1920年10月30日就役。1923年9月8日、ホンダポイント遭難事件により喪失。
- ニコラス (USS Nicholas, DD-311)

由来の人物は、独立戦争時に大陸海兵隊総司令官に任じられ、「初代海兵隊総司令官」とされるサミュエル・ニコラス少佐。
ベスレヘム造船ユニオン鉄工所にて1919年1月11日起工、1919年5月1日進水、1920年11月23日就役。1923年9月8日、ホンダポイント遭難事件により喪失。
- ヤング (USS Young, DD-312)

由来の人物は、独立戦争時にサラトガ号船長に任じられ、1781年の嵐で船ごと消息不明となったジョン・ヤング船長。
ベスレヘム造船ユニオン鉄工所にて1919年1月28日起工、1919年5月1日進水、1920年11月29日就役。1923年9月8日、ホンダポイント遭難事件により喪失。
- ゼイリン (USS Zeilin, DD-313)

由来の人物は、米墨から南北戦争まで従事した海兵隊士官で、黒船での来日経験もあるジェイコブ・ゼイリン海兵准将。
ベスレヘム造船ユニオン鉄工所にて1919年2月20日起工、1919年5月28日進水、1920年12月10日就役。1930年1月22日退役後売却。
- ヤーボロー (USS Yarborough, DD-314)

由来の人物は、第一次世界大戦時に欧州戦線に派遣された海兵隊士官で、ベロー・ウッドの戦いで戦死したジョージ・ヤーボロー海兵中尉。
ベスレヘム造船ユニオン鉄工所にて1919年2月27日起工、1919年6月20日進水、1920年12月31日就役。1930年5月29日退役後売却。
- ラ・ヴァレット (USS La Vallette, DD-315)

由来の人物は、米英戦争から南北戦争直前まで在職し、米墨戦争や地中海・中南米遠征に派遣されたエリー・A・F・ラ・ヴァレット少将。
ベスレヘム造船ユニオン鉄工所にて1919年4月14日起工、1919年7月15日進水、1920年12月24日就役。1930年4月19日退役後売却。
- スロート (USS Sloat, DD-316)

由来の人物は、米墨戦争時に太平洋艦隊を指揮し、モントレーの戦いに勝利しカリフォルニアを占領したジョン・D・スロート少将。
ベスレヘム造船ユニオン鉄工所にて1919年1月18日起工、1919年5月14日進水、1920年12月30日就役。1930年6月2日退役後標的処分。
- ウッド (USS Wood, DD-317)

由来の人物は、セミノール戦争から南北戦争まで在職し、海軍病院・医療制度の充実を推進したウィリアム・M・ウッド軍医長。
ベスレヘム造船ユニオン鉄工所にて1919年1月23日起工、1919年5月28日進水、1921年1月28日就役。1930年3月31日退役後売却。
- シャーク (USS Shirk, DD-318)

由来の人物は、南北戦争時に複数の艦艇艦長を歴任し、シャイローの戦いで火力支援したジェームズ・W・シャーク中佐。
ベスレヘム造船ユニオン鉄工所にて1919年2月23日起工、1919年6月20日進水、1921年1月25日就役。1930年2月8日退役後売却。
- キッダー (USS Kidder, DD-319)

由来の人物は、第一次世界大戦時にフランスに駐留し、モンブラン山麓の戦闘で戦死したヒュー・P・キッダー海兵中尉。
ベスレヘム造船ユニオン鉄工所にて1919年3月5日起工、1919年7月10日進水、1921年2月7日就役。1930年3月18日退役後売却。
- セルフリッジ (USS Selfridge, DD-320)

由来の人物は、米墨戦争時にデイル号に乗組み、グアイマスの上陸占領に貢献したトーマス・O・セルフリッジ少将。
ベスレヘム造船ユニオン鉄工所にて1919年4月28日起工、1919年7月10日進水、1921年2月17日就役。1930年3月18日退役後売却。
- マーカス (USS Marcus, DD-321)

由来の人物は、第一次世界大戦時に潜水艦A-7に乗組み、キャビテ港での火災事故で殉職したアーノルド・マーカス中尉。
ベスレヘム造船ユニオン鉄工所にて1919年5月20日起工、1919年8月22日進水、1921年2月23日就役。1930年5月31日退役後標的処分。
- マーヴィン (USS Mervine, DD-322)

由来の人物は、米英戦争から南北戦争まで奉職し、米墨戦争でロサンゼルス攻略陸戦隊を指揮したウィリアム・マーヴィン少将。
ベスレヘム造船ユニオン鉄工所にて1919年4月28日起工、1919年8月22日進水、1921年2月28日就役。1930年5月31日退役後標的処分。
- チェイス (USS Chase, DD-323)

由来の人物は、独立戦争時にボンノムリシャール号に乗組み、セラピス号との海戦で活躍したルーベン・チェイス士官見習。
ベスレヘム造船ユニオン鉄工所にて1919年5月5日起工、1919年9月2日進水、1921年3月10日就役。1930年5月15日退役後売却。
- ロバート・スミス (USS Robert Smith, DD-324)

由来の人物は、ジェファーソン政権で第2代海軍長官、マディソン政権で第6代国務長官を務めたロバート・スミス。
ベスレヘム造船ユニオン鉄工所にて1919年5月13日起工、1919年9月19日進水、1921年3月17日就役。1930年3月1日退役後売却。
- ムラニー (USS Mullany, DD-325)

由来の人物は、南北戦争時に各地を転戦し、戦後は欧州艦隊・北大西洋艦隊司令官を歴任したジェームズ・R・M・ムラニー少将。
ベスレヘム造船ユニオン鉄工所にて1919年6月3日起工、1920年7月9日進水、1921年3月29日就役。1930年5月1日退役後売却。
- コグラン (USS Coghlan, DD-326)

由来の人物は、米西戦争時にフィリピンに遠征し、パナマ分離独立介入にも出動したジョゼフ・B・コグラン少将。
ベスレヘム造船ユニオン鉄工所にて1919年6月25日起工、1920年6月16日進水、1921年3月31日就役。1930年5月1日退役後売却。
- プレストン (USS Preston, DD-327)　※スミス級(DD-19)以来二代目

由来の人物は、南北戦争中の第二次フィッシャー砦の戦いで戦死した海兵隊将校サミュエル・W・プレストン大尉。
ベスレヘム造船ユニオン鉄工所にて1919年7月19日起工、1920年8月7日進水、1921年4月13日就役。1930年5月1日退役後売却。
- ラムソン (USS Lamson, DD-328)　※スミス級(DD-18)以来二代目

由来の人物は、南北戦争中の第二次フィッシャー砦の戦いに海兵隊将校として参加したロズウェル・ラムソン大尉。
ベスレヘム造船ユニオン鉄工所にて1919年8月13日起工、1920年9月1日進水、1921年4月19日就役。1930年5月1日退役後売却。
- ブルース (USS Bruce, DD-329)

由来の人物は、第一次世界大戦後に掃海艇ボボリンクに乗組み、北海の掃海中に蝕雷で殉職したフランク・ブルース大尉。
ベスレヘム造船ユニオン鉄工所にて1919年7月30日起工、1920年5月20日進水、1920年9月29日就役。1930年5月1日退役後売却。
- ハル (USS Hull, DD-330)　※ベインブリッジ級(DD-7)以来二代目

由来の人物は、疑似戦争と第一次バーバリ戦争で陣頭指揮を執ったアイザック・ハル代将。
ベスレヘム造船ユニオン鉄工所にて1920年9月13日起工、1921年2月18日進水、1921年4月26日就役。1930年3月31日退役後売却。
- マクドノー (USS Macdonough, DD-331)　※ベインブリッジ級(DD-9)以来二代目

由来の人物は、擬似戦争から米英戦争まで前線で統率したトーマス・マクドノー代将。
ベスレヘム造船ユニオン鉄工所にて1920年5月24日起工、1920年12月15日進水、1921年4月30日就役。1930年1月8日退役後売却。
- ファーレンホルト (USS Farenholt, DD-332)

由来の人物は、南北戦争から米西戦争にかけて奉職し、戦間期にアラスカ警備に従事したオスカー・W・ファーレンホルト少将。
ベスレヘム造船ユニオン鉄工所にて1920年9月13日起工、1921年3月9日進水、1921年5月10日就役。1930年2月20日退役後売却。
- サムナー (USS Sumner, DD-333)

由来の人物は、第一次世界大戦時に欧州に派遣され、ティニーへの行軍中に戦死したアレン・M・サムナー海兵大尉。
ベスレヘム造船ユニオン鉄工所にて1919年8月27日起工、1920年11月27日進水、1921年5月27日就役。1930年3月29日退役後売却。
- コリー (USS Corry, DD-334)

由来の人物は、第一次世界大戦時に大西洋艦隊航空幕僚を務め、搭乗機の墜落事故で殉職したウィリアム・M・コリー少佐。
ベスレヘム造船ユニオン鉄工所にて1920年9月15日起工、1921年3月28日進水、1921年5月25日就役。1930年4月24日退役後解体未了のまま放置。
- メルヴィン (USS Melvin, DD-335)

由来の人物は、第一次世界大戦時に哨戒艇アルセドに乗組み、潜水艦UC-71の雷撃で戦死したジョン・T・メルヴィン中尉。
ベスレヘム造船ユニオン鉄工所にて1920年9月15日起工、1921年4月11日進水、1921年5月31日就役。1930年5月8日退役後売却。
- リッチフィールド (USS Litchfield, DD-336/AG-95)

由来の人物は、第一次世界大戦時に海兵隊付衛生下士官として渡仏し、ティアクールでの戦闘で戦死したジョン・リッチフィールド。
メア・アイランド海軍造船所にて1919年1月15日起工、1919年8月12日進水、1920年5月12日就役。1945年3月31日雑役船に変更、1945年11月5日退役後売却。
- ゼイン (USS Zane, DD-337/DMS-14)

由来の人物は、第一次世界大戦時に渡仏した海兵隊士官で、ベロー・ウッドの戦いの負傷で戦病死したランドルフ・ゼイン海兵少佐。
メア・アイランド海軍造船所にて1919年1月15日起工、1919年8月12日進水、1921年2月15日就役。1940年11月19日掃海駆逐艦(DMS-14)に改造、1945年12月14日退役後売却。
- ワスマス (USS Wasmuth, DD-338/DMS-15)

由来の人物は、南北戦争時に第二次フィッシャー砦の戦いにて、のちに大将となるロブリー・エヴァンス少尉を救い戦死したヘンリー・ワスマス海兵。
メア・アイランド海軍造船所にて1919年8月12日起工、1920年9月15日進水、1921年12月15日就役。1940年11月19日掃海駆逐艦(DMS-15)に改造、1942年12月29日アラスカ沖にて荒天遭難。
- トレヴァー (USS Trever, DD-339/DMS-16)

由来の人物は、第一次世界大戦後に潜水艦O-5に乗組み、蓄電池室爆発事故で殉職したジョージ・A・トレヴァー中尉。
メア・アイランド海軍造船所にて1919年8月12日起工、1920年9月15日進水、1922年8月3日就役。1940年11月19日掃海駆逐艦(DMS-16)に改造、1945年11月23日退役後売却。
- ペリー (USS Perry, DD-340/DMS-17)　※ベインブリッジ級(DD-11)以来二代目

由来の人物は、米英戦争でエリー湖の湖上戦に勝利し、英雄視されたオリバー・ハザード・ペリー代将。
メア・アイランド海軍造船所にて1920年9月15日起工、1921年10月29日進水、1922年8月7日就役。1940年11月19日掃海駆逐艦(DMS-17)に改造、1944年9月13日パラオ沖にて触雷戦没。
- ディケーター (USS Decatur, DD-341)　※ベインブリッジ級(DD-5)以来二代目

由来の人物は、擬似戦争から第二次バーバリ戦争まで統率したスティーヴン・ディケーター代将。
メア・アイランド海軍造船所にて1920年9月15日起工、1921年10月29日進水、1922年8月9日就役。1945年7月28日退役後売却。
- ハルバート (USS Hulbert, DD-342/AVP-19/AVD-6)

由来の人物は、第二次サモア内線や第一次世界大戦に出撃し、ブラン・モンリッジの戦いで戦死したヘンリー・L・ハルバート海兵中尉。
ノーフォーク海軍造船所にて1918年11月18日起工、1919年6月28日進水、1920年10月27日就役。1940年8月2日駆逐艦改造水上機母艦(AVP-19のちAVD-6)に改造、1945年11月2日退役後売却。
- ノア (USS Noa, DD-343)

由来の人物は、領有直後のフィリピンで密輸取締りに従事し、サマール島で原住民と交戦し戦死したラブマン・ノア少尉。
ノーフォーク海軍造船所にて1918年11月18日起工、1919年6月28日進水、1921年2月15日就役。1943年8月10日高速輸送艦(APD-24)に改造、1944年9月12日パラオ近海にて駆逐艦フラムと衝突沈没。
- ウィリアム・B・プレストン (USS William B. Preston, DD-344/AVP-20/AVD-7)

由来の人物は、テイラー政権で第19代海軍長官を務め、アジア進出を指向したウィリアム・プレストン下院議員。
ノーフォーク海軍造船所にて1918年11月18日起工、1919年8月9日進水、1920年8月23日就役。1939年11月18日駆逐艦改造水上機母艦(AVP-20のちAVD-7)に改造、1945年12月6日退役後売却。
- プレブル (USS Preble, DD-345/DM-20/AG-99)　※ベインブリッジ級(DD-12)以来二代目

由来の人物は、擬似戦争と第一次バーバリ戦争で陣頭指揮を執ったエドワード・プレブル代将。
バス鉄工所にて1919年4月12日起工、1920年3月8日進水、1920年3月19日就役。1937年6月30日敷設駆逐艦(DM-20)に改造、1945年6月5日雑役船(AG-99)に変更、1945年12月7日退役後売却。
- シカード (USS Sicard, DD-346/DM-21/AG-100)

由来の人物は、南北戦争中から艦長を歴任し、ハワイ遠征や北大西洋艦隊を指揮したモンゴメリー・シカード少将。
バス鉄工所にて1919年3月18日起工、1920年4月20日進水、1920年6月9日就役。1937年6月20日敷設駆逐艦(DM-21)に改造、1945年9月雑役船(AG-100)に変更、1945年11月21日退役後売却。
- プルーイット (USS Pruitt, DD-347/DM-22/AG-101)

由来の人物は、第一次世界大戦時に欧州戦線に派遣された海兵隊員で、ブラン・モンリッジの戦いで戦死したジョン・H・プルーイット海兵伍長。
バス鉄工所にて1919年6月25日起工、1920年4月20日進水、1920年9月2日就役。1937年6月30日敷設駆逐艦(DM-22)に改造、1945年6月5日雑役船(AG-101)に変更、1945年11月16日退役後売却。